# Szofja Alekszejevna Romanova orosz nagyhercegnő
Szofja Alekszejevna nagyhercegnő (oroszul: Великая княжна/Царевна Со́фья Алексе́евна Романова; 1657. szeptember 17./27. – 1704. július 3./14.) orosz nagyhercegnő, cárevna, I. Alekszej orosz cár lánya, 1682 és 1689 között Oroszország régense.

## Származása és útja a hatalomig
Szofja I. Alekszej és a cár első feleségének, Marija Miloszlavszkajának volt a hatodik gyermeke. Édesanyja 1669-ben meghalt, a cár pedig újranősült: Marija Nariskinát vette el. A Miloszlavszkijok és a Nariskinok rivalizálása végigkísérte Zsófia gyermekkorát; mindkét család nagyobb hatalmat és befolyást akart az uralkodó felett.
III. Fjodor, Szofja fivérének halála után a Miloszlavszkijok és a Nariskinok hatalmi harcba szálltak egymás ellen. Joakim pártiárka, hogy elejét vegye a háborúskodásnak, gyűlést hívott össze, ahol uralkodónak választották Szofja féltestvérét, Pétert, régense pedig édesanyja, Marija Nariskina lett. Szofja másik fivérét, Ivánt gyenge látása és beszédhibája miatt alkalmatlannak nyilvánították az uralkodásra, pedig Iván idősebb volt, mint Péter.
1682 májusában, nem sokkal azután, hogy Pétert választották meg cárnak, a sztrelecek fellázadtak. A felkelés Szofja, és anyai rokonai, a Miloszlavszkij család támogatásával tört ki, mivel így akartak hatalomhoz jutni. A sztreleceket nem volt nehéz rávenni a felkelésre, mivel jó ideje elmaradt a zsoldjuk, és a parancsnokaik igen kegyetlenül bántak velük. A Nariskin család azonban nem tett lépéseket a sztrelecek megbékítésére, így a lázadás egyre jobban erőre kapott. Május 15-én az a hír terjedt el, hogy megölték Ivánt, mire a felkelők betörtek a Kremlbe.

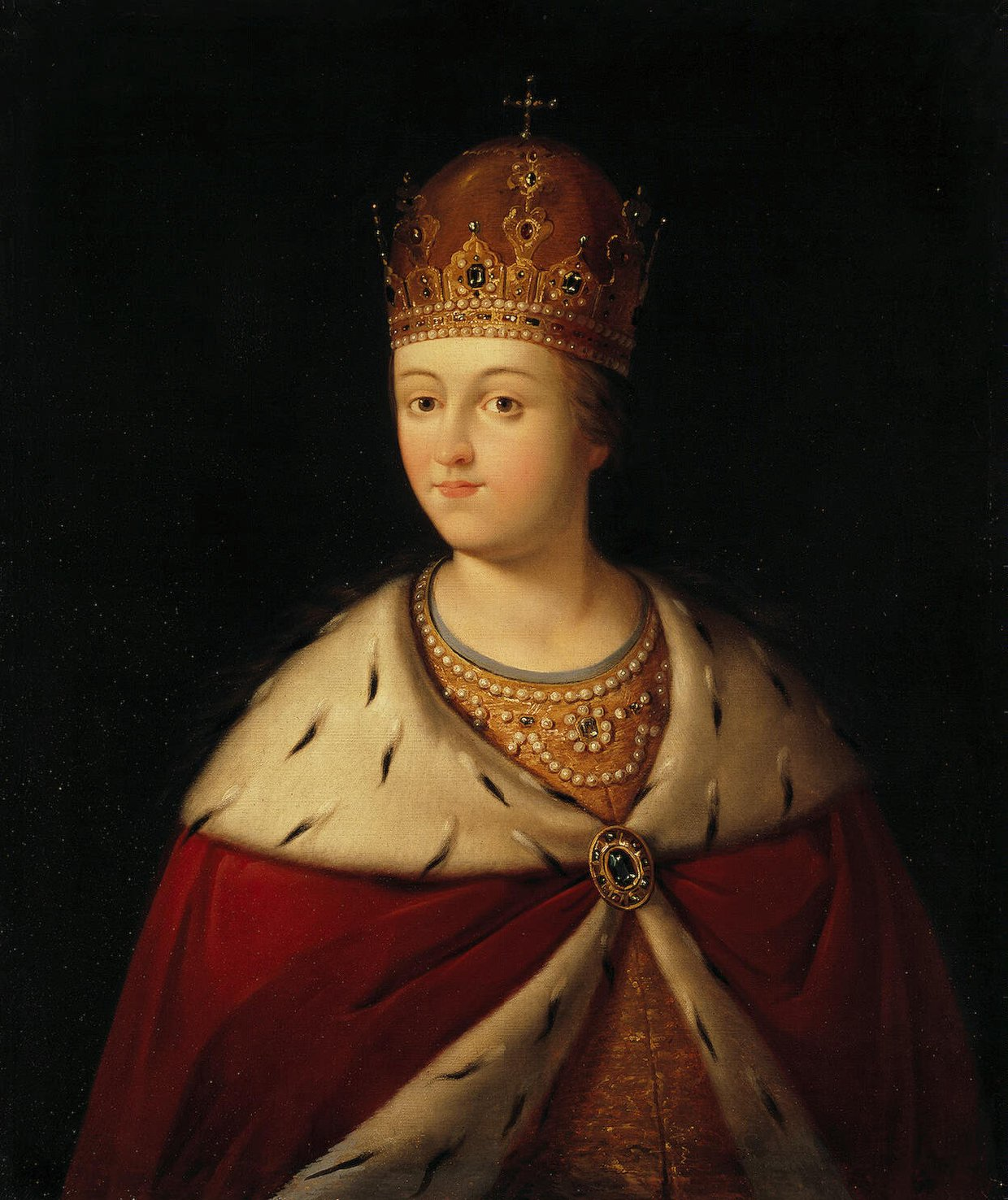
A fiatal Szofja

Natalja Nariskina, Szofja és Iván mostohaanyja, valamint Péter édesanyja válaszul megjelent a sztrelecek előtt Ivánnal és Péterrel, hogy azok lássák, a hír nem igaz. A sztrelecek megnyugodtak, és békében elvonultak volna, de a parancsnokuk, Mihail Dolgorukov herceg becsmérlő megjegyzést tett rájuk. A sztrelecek bosszúból megölték a herceget, feldúlták a Kremlt, meggyilkolták Matvejevet (a Nariskinok egyik fő támogatóját), valamint a Nariskin család több tagját. A vérengzés tovább folytatódott, egészen május 23-áig, amikor a sztrelecek egyik vezetője azzal állt elő, hogy Iván és Péter legyenek társuralkodók.
Az ötletet mindenki támogatta, így Ivánt és Pétert cárrá koronázták, a régensnek pedig nővérüket, Szofját nevezték ki. Oroszországban akkor az volt a szokás, hogy a cári család nőtagjai a Tyerem-palotában éltek, teljesen elzárva a külvilágtól. Semmilyen közéleti eseményen nem vettek részt, még a szolgálók előtt is csak lefátyolozva mutatkozhattak. Az oroszok számára így meglehetősen különös és szokatlan volt, hogy egy nő irányítja őket. Szofját művelt, okos, tehetséges, ámde csúnya és erkölcstelen nőnek írták le. Mélyen vallásos volt, elsősorban politikai okokból.

## Uralkodása

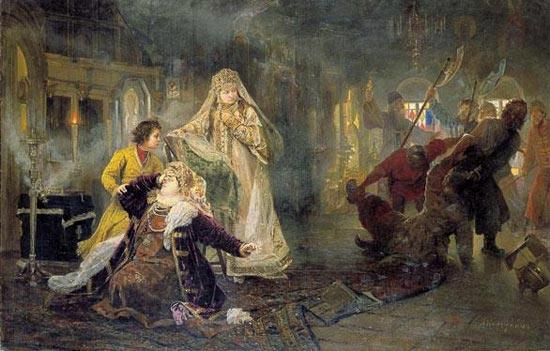
A sztrelecek lázadása

Öccsei fiatal kora miatt a hatalom teljes egészében Szofja kezében volt. A sztreleceket kiengesztelte azzal, hogy kifizette a zsoldjukat, majd határőri szerepet adott nekik. Holland és német kereskedők jöttek az országba Szofja engedélyével, megteremtve ezzel az orosz textilipar alapjait. Az óhitűekkel, és a nem ortodox vallásúakat továbbra is könyörtelenül üldözték.
Szofja legfőbb tanácsadója, és a pletykák szerint egyben szeretője is Vaszilij Vasziljevics Golicin herceg volt. A Golicin család egyike volt Oroszország legősibb hercegi famíliáinak. A herceg alatt kezdődött meg Moszkva megtisztulása: kőépületeket építettek az addigi fából készültek helyére, ekkor húzták fel a hidat a Moszkva-folyó két partja között. Szofja törölte el az élve eltemetést (ez a férjüket meggyilkoló asszonyoknak járt).
1689-ben Oroszország és Kína a nyercsinszki egyezményben egyenrangú kereskedelemről állapodott meg, ugyan az oroszoknak fel kellett adniuk az Amur vidékét a békéért cserébe. Korábban a lengyelek megpróbálták rávenni az oroszokat, hogy csatlakozzon Ausztriához és Velencéhez a törökellenes Szent Ligában. Szofja eleget tett a lengyelek kérésének, cserébe területi egyezményeket kért. Kijev, és a régebben elfoglalt, lengyel területek így orosz kézen maradhattak. Az oroszoknak viszont kártérítést kellett fizetni, és további európai szövetségeseket kellett szerezni. Szofja küldöttsége 11 európai fővárosba látogatott el, amely jelentősen hozzájárult ahhoz, hogy Oroszországra kezdtek európai országként tekinteni. 1687 tavaszán Golicin hadjáratot vezetett a Krímre, azonban a hadsereg nem jutott élelemhez, így júniusban vissza kellett vonulniuk.

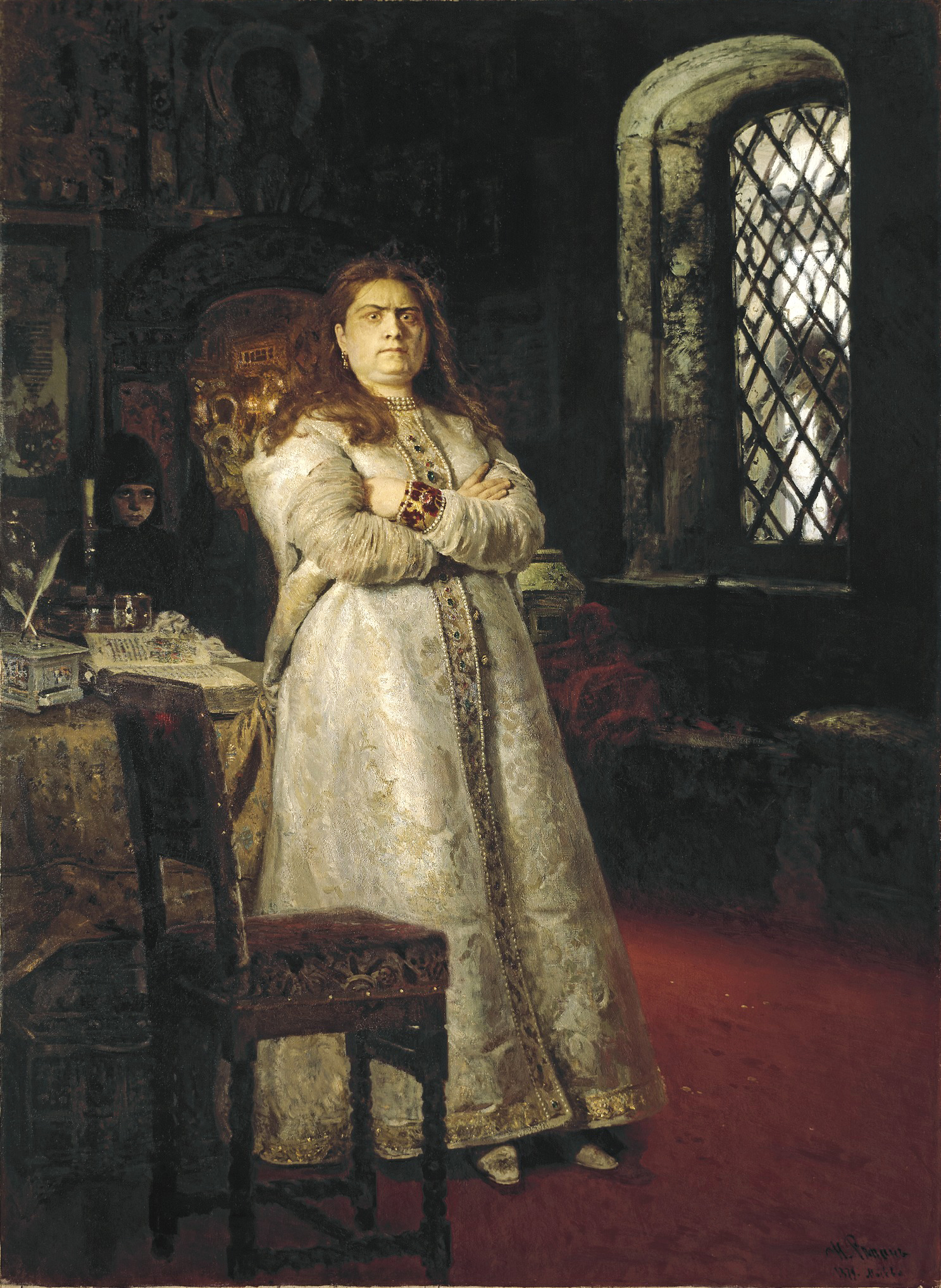
Szofja a kolostorban – az ablakban látni lehet egy felakasztott sztrelecet (Ilja Repin műve)

Iván gyenge ember volt, akit könnyen lehetett befolyásolni, de Péter erős akarattal rendelkezett, és ahogy egyre idősebb lett, úgy akart egyre több hatalmat. Szofja abban reménykedett, hogy Ivánnak fia születik, és így biztosítja az ő uralmukat a trónon, azonban édestestvérének csak lányai lettek. Hatalma megerősítése érdekében 1684-ben a saját képmásával ellátott pénzérméket veretett, és felvette az egyeduralkodói címet. 1689-ben Golicin újból harcba indult a Krímre, de az élelemhiány miatt megint hátrafordult, ráadásul a visszavonuló orosz seregeket szétkergették a tatárok és a törökök szabadcsapatai. Péter ennek láttán egyre hangosabban adott hangot nemtetszésének. Szofja 1689 augusztusában pánikba esett, és a Moszkva közelében lévő, megerősített kolostorba, Troice-Szergijeva lavrába menekült. Szofja emberei is sorra átpártoltak Péterhez, aki szeptember elején átvette a hatalmat nővérétől.

## Halála
Golicin herceget száműzték, Szofját pedig a Novogyevicsij-kolostorba kényszerítették. 1699-ben a sztrelecek megint fellázadtak Péter ellen. A hatalmat Szofjának akarták adni, azonban a lázadást leverték. Több sztrelecet is Szofja ablaka előtt akasztottak fel, mivel Péter meg volt győződve róla, hogy a felkelést Szofja robbantotta ki. És bár erre nem találtak bizonyítékot, Szofja kénytelen volt felvenni az apácafátyolt. A nagyhercegnőt teljesen elzárták mindentől, még apácatársaitól is. Csak az oroszok legfontosabb ünnepén, a Húsvéton vehetett részt nyilvánosan. Hat évvel később, 1704. július 14-én (a régi naptár szerint július 3-án) halt meg.